# Antillopsyche mexicana
Antillopsyche mexicana là một loài Trichoptera hóa thạch trong họ Dipseudopsidae.